# Kirchtalbrücke

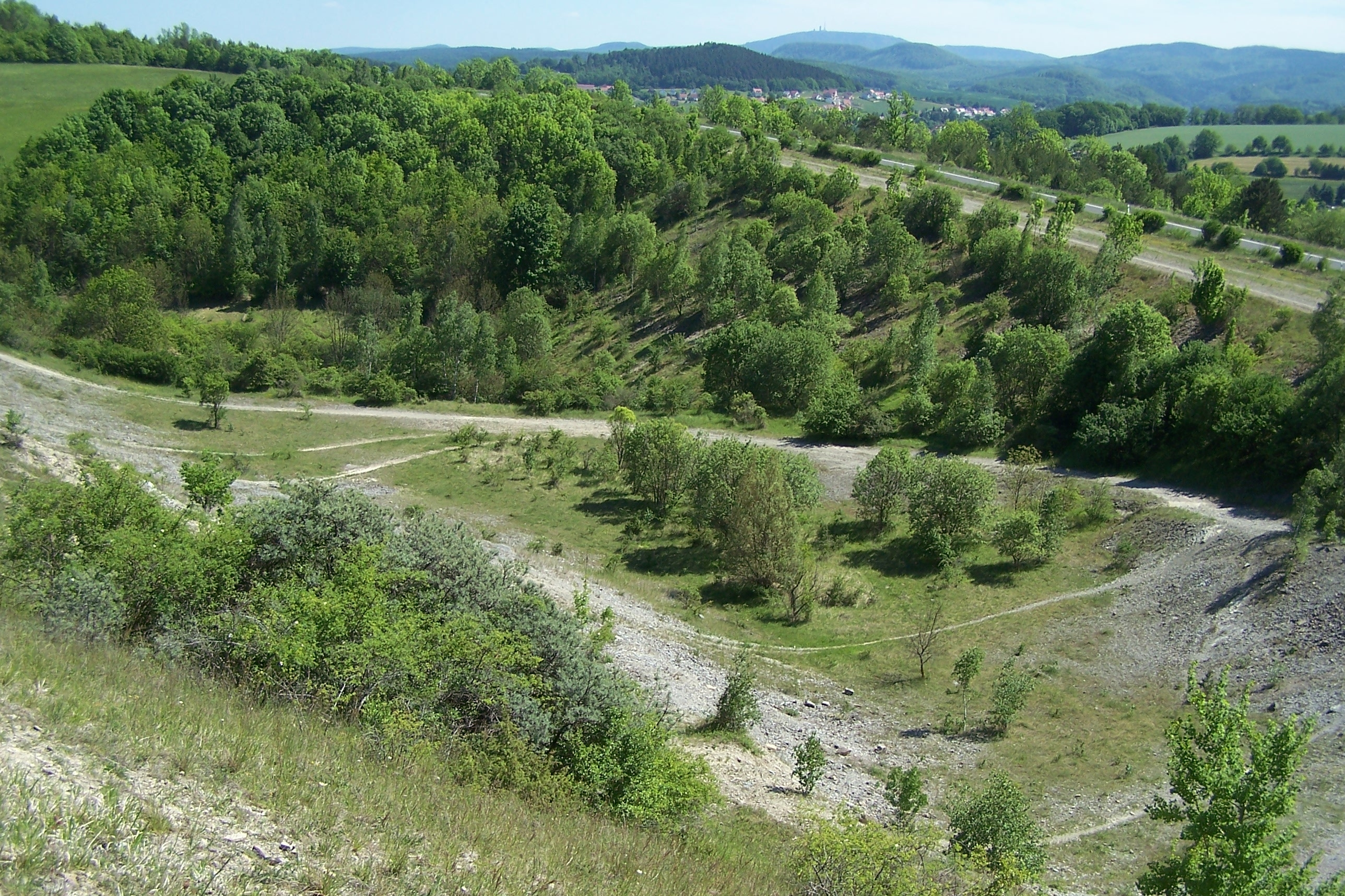
Das Kirchtal bei Wutha, rechts der Damm der früheren Autobahn (2012)

Die Kirchtalbrücke war eine unvollendet gebliebene Autobahnbrücke im Gemeindegebiet von Wutha östlich von Eisenach in Thüringen.

## Lage
Die unvollendet gebliebene Brücke lag nordwestlich von Wutha im Zuge des als Strecke 79 begonnenen Reichsautobahnabschnittes zwischen Eisenach und Gotha. Sie sollte das Kirchtal zwischen den Hörselbergen und dem Höhenzug bei Eisenach-Trenkelhof überspannen.

## Architektur
Vorgesehen waren zwei parallel verlaufende, je 10 Meter breite Bogenbrücken (eine für jede Fahrtrichtung) aus verblendetem Stahlbeton mit einer Gesamtlänge von ca. 255 bzw. 258 m, einer lichten Höhe von bis zu 30 Metern und 8 Pfeilern. Die Brücke hätte bei einer Steigung von 1:30 einen Kurvenradius von 600 m Halbmesser aufgewiesen; die Querneigung war so ausgerichtet, dass von der Brücke aus eine Sichtachse zur Wartburg gegeben gewesen wäre.

## Geschichte
Das Kirchtal bei Wutha sollte von der Reichsautobahnstrecke 79 Eisenach-Erfurt in West-Ost-Richtung überquert werden. Verschiedene Planungsunterlagen sahen in diesem Bereich auch ein Autobahnkreuz einer Nord-Süd-Verbindung aus Richtung Nordhausen nach Bayern, zumindest aber den Abzweig der Strecke 85, die von Eisenach über Meiningen nach Bamberg führen sollte, vor.
Die Bauarbeiten an der Brücke begannen 1939 im Zuge der Reichsautobahn-Strecke 79 und mussten nach Kriegsbeginn eingestellt werden, als erst ein Widerlager und zwei Pfeiler der südlichen Brücke fertiggestellt waren. Für die Verkehrsfreigabe der Autobahn zwischen Eisenach-West und Erfurt im Jahr 1941 wurde eine einspurige, als Provisorium gedachte Umfahrung am Nordrand des Tales angelegt, die mehr als 40 Jahre Bestand haben sollte.
Bauliche Reste der unvollendet gebliebenen Brücke sind bis in die 1970er Jahre nachweisbar. Mitte der 1970er Jahre begann man, für die geplante Fertigstellung der zweistreifigen Autobahn zwischen den Hörselbergen und Eisenach (und weiter zum Grenzübergang Wartha/Herleshausen), einen Erdwall durch das Kirchtal aufzuschütten, der an Stelle des unvollendeten Bauwerks die Autobahn über das Tal führen sollte. Die Verkehrsfreigabe der zweistreifigen Autobahn zwischen den Hörselbergen und Eisenach erfolgte 1983, verbunden mit der Außerbetriebnahme der provisorischen Talumfahrung, die als stillgelegte Fahrbahn noch bis Ende der 2000er Jahre erhalten blieb.
Mit der 2010 für den Verkehr freigegebenen Neutrassierung der Bundesautobahn 4 (Hörselbergumfahrung) verlor der Autobahnabschnitt im Kirchtal seine Funktion als Autobahn. Bis an die Westflanke des Tales blieb die Autobahntrasse als Teil der Bundesstraße 88 erhalten, auf dem Damm wurde die Fahrbahn bis auf eine einspurige Zufahrt zum östlich des Tales gelegenen Gasthaus Kleiner Hörselberg zurückgebaut.